# あのね 〜青色の傘〜
「あのね 〜青色の傘〜」（あのね～あおいろのかさ～）は、NHKの音楽番組『みんなのうた』で、2012年12月 - 2013年1月に放送された楽曲。作詞・作曲：Qoonie、編曲：安部潤、歌：Rie & Qoonie
なお、1975年8月 - 9月に同番組で放送された楽曲『あのね』（歌：森山良子）とは関係無い。